# مود رادفورد ارين
مود رادفورد ارين هي كاتبة للأطفال كندية، ولدت في 1875، وتوفيت في 1934 بسبب تسمم بأحادي أكسيد الكربون.